# Richlands, Queensland
Richlands är en ort i Australien. Den ligger i kommunen Brisbane och delstaten Queensland, omkring 16 kilometer sydväst om delstatshuvudstaden Brisbane. Antalet invånare är 2 076.